# Gran Premio del Belgio 1980
Il Gran Premio del Belgio 1980 è stata la quinta prova della stagione 1980 del Campionato mondiale di Formula 1. Si è corsa domenica 4 maggio 1980 sul Circuito di Zolder. La gara è stata vinta dal francese Didier Pironi, su Ligier-Ford Cosworth; per il vincitore si trattò del primo successo nel mondiale. Ha preceduto sul traguardo l'australiano Alan Jones su Williams-Ford Cosworth e l'argentino Carlos Reutemann entrambi su Williams-Ford Cosworth.

## Vigilia

### Sviluppi futuri
La Talbot, che aveva indicato la possibilità di entrare in F1 dalla stagione 1981, interruppe le trattative con la BMW, che avrebbe dovuto fornirle un propulsore turbo. La casa tedesca era invece data vicina all'accordo con la Brabham.
Il 12 aprile venne annullato il Gran Premio che avrebbe dovuto svolgersi il 2 novembre a Las Vegas. Secondo la FOCA sarebbe stato troppo lungo il tempo, oltre un mese, che le scuderie avrebbe dovuto passare in Nord America, per i gran premi di Canada, Watkins Glen e Las Vegas. Inoltre non vi erano sicurezze in merito all'approntamento del tracciato nei termini previsti. Non erano previste prove in sostituzione della gara annullata.
La FISA presentò il calendario per la stagione 1981: erano previsti solo 15 gran premi, in pratica con la conferma di tutte le gare già previste per il 1980, ad eccezione di quella da tenersi, ma poi saltata, a Las Vegas. Con ciò venivano escluse tutte le proposte arrivate da Paesi non ancora toccati dal mondiale, come Venezuela o Kuwait. La FISA decise inoltre di vietare la possibilità per un costruttore di organizzare un gran premio: ciò si scontrava contro gli interessi di Bernie Ecclestone che, oltre a dirigere la Brabham, organizzava il Gran Premio del Brasile, quello di Germania, e aveva la responsabilità economica per le gare di Spagna, Sudafrica e Austria. Questo però poneva dei problemi anche per i due gran premi statunitensi, sponsorizzati dalla Toyota.
A seguito delle decisioni prese dalla FISA, in merito ai cambiamenti sul regolamento tecnico, la FOCA propose una sorta di patto interno per rendere le vetture più sicure, secondo un proprio codice autonomo. In una conferenza stampa tenuta nel weekend del gran premio Jean-Marie Balestre, presidente della FISA, ribadì che solo la Federazione Internazionale aveva il diritto di stabilire le regole tecniche del campionato. Balestre confermò la volontà di bandire le "minigonne" a partire dal 1981, assieme a tutta una serie di altre norme che avrebbero dovuto rendere più sicure le monoposto. Annunciò inoltre un premio di 30.000 dollari che sarebbe andato al costruttore che avrebbe presentato la vettura meglio corrispondente alle richieste della federazione, in materia di sicurezza.

### Aspetti tecnici
I due produttori di pneumatici presenti nel mondiale (la Michelin che supportava la Scuderia Ferrari e la Renault, e la Goodyear che riforniva tutte le altre scuderie) giunsero a un accordo per limitare il numero di treni di gomme da affidare a ciascun team. Ogni monoposto poté, da questo gran premio, utilizzare solo due set di gomme nei turni ufficiali di qualificazione. Ogni pilota era poi tenuto ad affrontare la gara con il set con il quale aveva ottenuto il tempo migliore in qualifica.
La Shadow presentò il modello DN12, affidato al solo Geoff Lees.

### Aspetti sportivi
Sull'incidente subito da Clay Regazzoni nel precedente Gran Premio di Long Beach la FISA decise di aprire un'inchiesta. Anche la Grand Prix Drivers' Association, associazione che riuniva i piloti, chiese che la Federazione prendesse delle misure atte a migliorare la sicurezza di circuiti e vetture, dopo i tanti incidenti che si erano verificati nei primi quattro gran premi. Le condizioni del pilota elvetico comunque migliorarono, tanto che venne trasferito in Svizzera dopo una ventina di giorni dall'incidente.
Regazzoni venne sostituito all'Ensign dal pilota inglese, esordiente, Tiff Needell. Anche Geoff Lees, che correva con la Shadow, e il neozelandese Mike Thackwell vennero avvicinati all'ingaggio, ma quest'ultimo, che sarebbe diventato così il più giovane esordiente nella storia del mondiale, decise di proseguire il suo impegno in Formula 2. Alain Prost tornò sulla McLaren al posto di Stephen South, mentre l'ATS continuò a schierare il solo Jan Lammers. Alle gare europee fu iscritto anche Arturo Merzario, con la sua vettura, ma non si presentò a Zolder e abbandonò definitivamente la Formula 1. L'Alfa Romeo non confermò la partecipazione di Vittorio Brambilla, mantenendo così solo due vetture in griglia.
Teddy Yip, già coinvolto nel 1978 nel mondiale di F1, decise di acquistare la Shadow, e di fonderla con la sua scuderia, la Theodore Racing.
Nelle settimana prima del gran premio il circuito ospitò dei test a cui parteciparono diverse scuderie. Il 25 aprile il più rapido fu René Arnoux su Renault che chiuse in 1'20"68. Contemporaneamente anche il Circuito Paul Ricard vide dei test di altre case impegnate nel mondiale; in questo caso il più veloce fu Jacques Laffite. Il giorno seguente, in Francia, il più rapido fu ancora Jacques Laffite, mentre si rivide in pista anche Elio De Angelis su Lotus; anche Arnoux si confermò il più veloce nei test di Zolder.
Da questo gran premio diventava obbligatorio per i piloti partecipare a un briefing pregara, al fine di monitorare e migliorare le condizioni di sicurezza, da tenersi 45 minuti prima del via.

## Qualifiche

### Resoconto
Al venerdì il più rapido fu Alan Jones su Williams in 1'19"12, tempo ottenuto negli ultimi minuti della sessione. L'australiano precedette Didier Pironi e Jacques Laffite, entrambi su Ligier. Pur in presenza di una limitazione nell'uso delle gomme da qualifica il tempo segnato da Jones fu di oltre due secondi più basso di quello che aveva valso la pole a Laffite nell'edizione 1979. Le Renault, pur chiudendo col quinto e sesto tempo, si confermavano le più veloci sul rettilineo principale, ove René Arnoux toccò i 269 km/h, contro i soli 250 fatti registrare da Jones. Eddie Cheever, su Osella, avendo danneggiato la sospensione posteriore sinistra durante le prove libere, non ottenne un tempo significativo.
Al sabato le condizioni meteorologiche cambiarono: sul tracciato belga arrivò la pioggia, con un brusco calo delle temperature. Nessuno fu in grado di migliorare i tempi ottenuti al venerdì. I piloti affrontarono comunque la pista durante la sessione ufficiale (che si tenne comunque senza pioggia) per testare le vetture sul bagnato e Jones si confermò ancora il più veloce anche se con 1'28"81. Per lui si trattò della quinta pole position nel mondiale.

### Risultati
Nella sessione di qualifica si è avuta questa situazione:
| Pos                     | Nº | Pilota                | Costruttore              | Tempo   | Griglia |
| ----------------------- | -- | --------------------- | ------------------------ | ------- | ------- |
| 1                       | 27 | Alan Jones            | Williams-Ford Cosworth   | 1'19"12 | 1       |
| 2                       | 25 | Didier Pironi         | Ligier-Ford Cosworth     | 1'19"35 | 2       |
| 3                       | 26 | Jacques Laffite       | Ligier-Ford Cosworth     | 1'19"69 | 3       |
| 4                       | 28 | Carlos Reutemann      | Williams-Ford Cosworth   | 1'19"79 | 4       |
| 5                       | 15 | Jean-Pierre Jabouille | Renault                  | 1'19"89 | 5       |
| 6                       | 16 | René Arnoux           | Renault                  | 1'19"89 | 6       |
| 7                       | 5  | Nelson Piquet         | Brabham-Ford Cosworth    | 1'20"23 | 7       |
| 8                       | 12 | Elio De Angelis       | Lotus-Ford Cosworth      | 1'20"96 | 8       |
| 9                       | 3  | Jean-Pierre Jarier    | Tyrrell-Ford Cosworth    | 1'21"36 | 9       |
| 10                      | 22 | Patrick Depailler     | Alfa Romeo               | 1'21"45 | 10      |
| 11                      | 4  | Derek Daly            | Tyrrell-Ford Cosworth    | 1'21"51 | 11      |
| 12                      | 2  | Gilles Villeneuve     | Ferrari                  | 1'21"54 | 12      |
| 13                      | 30 | Jochen Mass           | Arrows-Ford Cosworth     | 1'21"55 | 13      |
| 14                      | 1  | Jody Scheckter        | Ferrari                  | 1'21"58 | 14      |
| 15                      | 9  | Jan Lammers           | ATS-Ford Cosworth        | 1'21"72 | 15      |
| 16                      | 29 | Riccardo Patrese      | Arrows-Ford Cosworth     | 1'21"75 | 16      |
| 17                      | 11 | Mario Andretti        | Lotus-Ford Cosworth      | 1'22"07 | 17      |
| 18                      | 23 | Bruno Giacomelli      | Alfa Romeo               | 1'22"20 | 18      |
| 19                      | 8  | Alain Prost           | McLaren-Ford Cosworth    | 1'22"26 | 19      |
| 20                      | 7  | John Watson           | McLaren-Ford Cosworth    | 1'22"57 | 20      |
| 21                      | 21 | Keke Rosberg          | Fittipaldi-Ford Cosworth | 1'22"97 | 21      |
| 22                      | 6  | Ricardo Zunino        | Brabham-Ford Cosworth    | 1'23"18 | 22      |
| 23                      | 14 | Tiff Needell          | Ensign-Ford Cosworth     | 1'23"50 | 23      |
| 24                      | 20 | Emerson Fittipaldi    | Fittipaldi-Ford Cosworth | 1'24"22 | 24      |
| Vetture non qualificate |    |                       |                          |         |         |
| NQ                      | 17 | Geoff Lees            | Shadow-Ford Cosworth     | 1'24"37 | NQ      |
| NQ                      | 18 | Dave Kennedy          | Shadow-Ford Cosworth     | 1'24"64 | NQ      |
| NQ                      | 31 | Eddie Cheever         | Osella-Ford Cosworth     | 1'40"06 | NQ      |

## Gara

### Resoconto
Al briefing pre-gara si presentarono solo i piloti dei team più vicini alla FISA di Jean-Marie Balestre, ovvero Scuderia Ferrari, Renault, Tyrrell e Alfa Romeo; gli assenti, i piloti dei team più vicini della FOCA di Ecclestone, vennero multati ciascuno di 2.000 dollari e minacciati di squalifica.
Jacques Laffite ruppe il motore della sua Ligier nel corso del warm up, ma la scuderia fu in grado di sostituire il propulsore prima della gara.
Didier Pironi scattò bene e tenne il comando davanti a Alan Jones, Jacques Laffite, Carlos Reutemann, René Arnoux, Nelson Piquet, Elio De Angelis e Jean-Pierre Jarier. Jean-Pierre Jabouille, su Renault, si ritirò subito con una frizione fuori uso. Jarier passò De Angelis subito dopo la partenza.
La classifica, nelle prime posizioni, rimase immutata per diversi giri. Dopo diciassette giri Arnoux andò in testacoda, compromettendo la sua gara, scendendo fino in decima posizione; tre giri dopo Gilles Villeneuve superò Elio De Angelis, passando in settima posizione.
Al 33º giro Nelson Piquet uscì di pista, e fu costretto al ritiro.
La Ligier di Laffite subì dei problemi ai freni, che lo fecero passare in quinta posizione, passato da Reutemann e Jarier. Il francese dovette in seguito fermarsi ai box e perse molte posizioni. René Arnoux era nel frattempo autore di un bel recupero: passati Scheckter e De Angelis tra il 33º e 35º giro si mise in duello con Villeneuve. Il canadese resistette fino al 53º passaggio. Ora la gara era sempre comandata da Pironi, seguito da Jones, Reutemann, Jarier, Arnoux e Villeneuve.
Negli ultimi giri vi furono i ritiri di Riccardo Patrese, mentre era ottavo, per un'uscita di pista dovuta a una affaticamento dei freni, e di De Angelis, che pressò Villeneuve ma non riuscì a passarlo e fu anche lui autore di un'uscita dal tracciato, dovuta a una toccata sulla Ferrari del canadese, che lo costrinse al ritiro. Al giro 71 Arnoux passò Jarier per il quarto posto.
Didier Pironi vinse così per la prima volta nel mondiale di F1, davanti a Alan Jones, e Carlos Reutemann. Pironi fu il terzo pilota della stagione a imporsi per la prima volta in una gara iridata, il 67º della storia del mondiale.

### Risultati
I risultati del gran premio furono i seguenti:
| Pos | No | Pilota                | Costruttore              | Giri | Tempo/Ritiro                | Pos. Griglia | Punti |
| --- | -- | --------------------- | ------------------------ | ---- | --------------------------- | ------------ | ----- |
| 1   | 25 | Didier Pironi         | Ligier-Ford Cosworth     | 72   | 1h38'47"4                   | 2            | 9     |
| 2   | 27 | Alan Jones            | Williams-Ford Cosworth   | 72   | +47"37                      | 1            | 6     |
| 3   | 28 | Carlos Reutemann      | Williams-Ford Cosworth   | 72   | +1'24"12                    | 4            | 4     |
| 4   | 16 | René Arnoux           | Renault                  | 71   | +1 giro                     | 6            | 3     |
| 5   | 3  | Jean-Pierre Jarier    | Tyrrell-Ford Cosworth    | 71   | +1 giro                     | 9            | 2     |
| 6   | 2  | Gilles Villeneuve     | Ferrari                  | 71   | +1 giro                     | 12           | 1     |
| 7   | 21 | Keke Rosberg          | Fittipaldi-Ford Cosworth | 71   | +1 giro                     | 21           |       |
| 8   | 1  | Jody Scheckter        | Ferrari                  | 70   | +2 giri                     | 14           |       |
| 9   | 4  | Derek Daly            | Tyrrell-Ford Cosworth    | 70   | +2 giri                     | 11           |       |
| 10  | 12 | Elio De Angelis       | Lotus-Ford Cosworth      | 69   | Testacoda                   | 8            |       |
| 11  | 26 | Jacques Laffite       | Ligier-Ford Cosworth     | 68   | +4 giri                     | 3            |       |
| 12  | 9  | Jan Lammers           | ATS-Ford Cosworth        | 64   | Motore                      | 15           |       |
| NC  | 7  | John Watson           | McLaren-Ford Cosworth    | 61   | Non classificato            | 20           |       |
| Rit | 29 | Riccardo Patrese      | Arrows-Ford Cosworth     | 58   | Collisione con G.Villeneuve | 16           |       |
| Rit | 11 | Mario Andretti        | Lotus-Ford Cosworth      | 41   | Cambio                      | 17           |       |
| Rit | 22 | Patrick Depailler     | Alfa Romeo               | 38   | Problemi fisici             | 10           |       |
| Rit | 5  | Nelson Piquet         | Brabham-Ford Cosworth    | 32   | Testacoda                   | 7            |       |
| Rit | 8  | Alain Prost           | McLaren-Ford Cosworth    | 29   | Trasmissione                | 19           |       |
| Rit | 20 | Emerson Fittipaldi    | Fittipaldi-Ford Cosworth | 16   | Problemi elettrici          | 24           |       |
| Rit | 14 | Tiff Needell          | Ensign-Ford Cosworth     | 12   | Motore                      | 23           |       |
| Rit | 23 | Bruno Giacomelli      | Alfa Romeo               | 11   | Sospensione                 | 18           |       |
| Rit | 6  | Ricardo Zunino        | Brabham-Ford Cosworth    | 5    | Cambio                      | 22           |       |
| Rit | 30 | Jochen Mass           | Arrows-Ford Cosworth     | 1    | Testacoda                   | 13           |       |
| Rit | 15 | Jean-Pierre Jabouille | Renault                  | 1    | Frizione                    | 5            |       |
| NQ  | 17 | Geoff Lees            | Shadow-Ford Cosworth     |      |                             |              |       |
| NQ  | 18 | Dave Kennedy          | Shadow-Ford Cosworth     |      |                             |              |       |
| NQ  | 31 | Eddie Cheever         | Osella-Ford Cosworth     |      |                             |              |       |
| WD  | 24 | Arturo Merzario       | Merzario-Ford Cosworth   |      |                             |              |       |

## Classifiche

### Piloti
| Pos. | Pilota             | Punti |
| ---- | ------------------ | ----- |
| 1    | René Arnoux        | 21    |
| 2    | Alan Jones         | 19    |
| 3    | Nelson Piquet      | 18    |
| 4    | Didier Pironi      | 17    |
| 5    | Riccardo Patrese   | 7     |
| 6    | Jacques Laffite    | 6     |
| =    | Elio De Angelis    | 6     |
| 8    | Carlos Reutemann   | 6     |
| 9    | Emerson Fittipaldi | 4     |
| 10   | Keke Rosberg       | 4     |
| 11   | Derek Daly         | 3     |
| =    | John Watson        | 3     |
| 13   | Alain Prost        | 3     |
| 14   | Jean-Pierre Jarier | 2     |
| =    | Jody Scheckter     | 2     |
| =    | Bruno Giacomelli   | 2     |
| 17   | Jochen Mass        | 1     |
| =    | Gilles Villeneuve  | 1     |

### Costruttori
| Pos. | Team                     | Punti |
| ---- | ------------------------ | ----- |
| 1    | Williams-Ford Cosworth   | 25    |
| 2    | Ligier-Ford Cosworth     | 23    |
| 3    | Renault                  | 21    |
| 4    | Brabham-Ford Cosworth    | 18    |
| 5    | Arrows-Ford Cosworth     | 8     |
| 6    | Fittipaldi-Ford Cosworth | 8     |
| 7    | Lotus-Ford Cosworth      | 6     |
| 8    | McLaren-Ford Cosworth    | 6     |
| 9    | Tyrrell-Ford Cosworth    | 5     |
| 10   | Ferrari                  | 3     |
| 11   | Alfa Romeo               | 2     |